# Június 3.
Június 3. az év 154. (szökőévben 155.) napja a Gergely-naptár szerint. Az évből még 211 nap van hátra.
Névnapok: Klotild + Bercel, Berec, Cecília, Cecilián, Célia, Cicelle, Cilla, Heliodor, Héliosz, Kelvin, Kevin, Seila, Sejla, Tilda, Zília, Zille

## Események
- 1239 – Teljes napfogyatkozás volt, amely Európából is látszott, de Spalatói Tamás szerint Afrikában és Ázsiában nem.[1]
- 1961 – Kétnapos szovjet-amerikai csúcstalálkozó Bécsben, Hruscsov és John F. Kennedy között.
- 1950 – Francia hegymászók (Maurice Herzog és Louis Lachenal) elsőként érik el az Annapurna 8092 méter magas csúcsát (a Himalájában).
- 1965 – Az amerikaiak első űrsétája: Edward White, a Gemini–4 űrhajósa 20 percet tölt kint az űrben, két hónappal az első űrséta (a szovjet Alekszej Leonov) után.
- 1977 – Az USA és Kuba között megállapodás jön létre, miszerint 16 évnyi szünet után újra felveszik a diplomáciai kapcsolatot.
- 1980 – Farkas Bertalan, az első – és eddig egyetlen – magyar űrhajós a Szojuz–35 fedélzetén visszaérkezik a világűrből.
- 1989 – A Tienanmen téri vérengzés Pekingben.
- 1994 – Sergio Balanzino NATO–főtitkárhelyettes hivatalosan megnyitja – a NATO–központ Manfred Wörner épületszárnyban – a partner országok irodáit.
- 1998 – Az eschedei vasúti baleset: Az alsó-szászországi Eschede város határában kisiklik az ICE expresszvonat, az összezúzódó vasúti kocsik elsodornak egy közúti hidat is. 101 ember veszíti életét. Ez volt a Német Vasutak addigi legsúlyosabb katasztrófája.
- 2006 – Szerbia és Montenegró a május 21-i népszavazást követően hivatalosan is feloszlik; mindkét tagja független állammá válik.

## Sportesemények
Formula–1
- 1956 –  belga nagydíj, Spa Francorchamps - Győztes: Peter Collins  (Ferrari)
- 1962 –  monacói nagydíj, Monte Carlo - Győztes: Bruce McLaren  (Cooper Climax)
- 1973 –  monacói nagydíj, Monte Carlo - Győztes: Jackie Stewart  (Tyrrell Ford)
- 1984 –  monacói nagydíj, Monte Carlo - Győztes: Alain Prost  (McLaren TAG Porsche Turbo)

## Születések
- 1537 – Avisi János portugál királyi herceg portugál trónörökös († 1554)
- 1676 – Báró Apor Péter erdélyi magyar történetíró, főispán, főkirálybíró († 1752)
- 1807 – Batthyány Kázmér magyar politikus, miniszter († 1854)
- 1834 – Dessewffy Sándor csanádi püspök († 1907)
- 1872 – Mosshammer Ottó osztrák-magyar hárfaművész és hárfatanár († 1957)
- 1877 – Raoul Dufy francia fauvista festő, textiltervező, illusztrátor († 1953)
- 1808 – Jefferson Davis amerikai katona és államférfi, az Amerikai Konföderációs Államok első és egyetlen elnöke, az amerikai polgárháború meghatározó alakja († 1889)
- 1849 – Szabó Endre költő, író, hírlapíró, műfordító († 1924)
- 1853 – Flinders Petrie angol egyiptológus, a régészet tudományos módszertanának egyik úttörője († 1942)
- 1884 – Kozma Lajos Kossuth-díjas magyar műépítész, iparművész, grafikus, műegyetemi tanár († 1948)
- 1896 – Goda Gizella magyar opera-énekesnő (koloratúrszoprán) († 1961)
- 1899 – Békésy György magyar származású Nobel-díjas fizikus († 1972)
- 1906 – Josephine Baker (er. Freda Josephine McDonald) amerikai táncosnő († 1975)
- 1909 – Badiny Jós Ferenc magyar műkedvelő történetíró († 2007)
- 1919 – Máriássy Félix Kossuth-díjas magyar filmrendező († 1975)
- 1921 – Forgács László magyar színész († 1996)
- 1922 – Alain Resnais francia filmrendező († 2014)
- 1925 – Tony Curtis magyar származású amerikai színész († 2010)
- 1926 – Allen Ginsberg amerikai költő († 1997)
- 1931 – Raúl Castro kubai katonatiszt, politikus
- 1932 – Bíró József magyar színész
- 1937 – Jean-Pierre Jaussaud francia autóversenyző († 2021)
- 1950 – Suzi Quatro (er. Susan Kay) amerikai énekesnő, dalszerző, zenész, színésznő
- 1961 – Lawrence Lessig amerikai jogászprofesszor, az FSF igazgatótanácsának tagja
- 1964 – Féderer Ágnes újságíró († 2022)
- 1967 – Darnyi Tamás magyar versenyúszó, többszörös olimpiai és világbajnok
- 1967 – Sven Ottke német ökölvívó
- 1969 – Keleti Andrea táncművész
- 1971 – Jean-Philippe Biojout francia basszbariton operaénekes
- 1974 – Elek Ferenc Jászai Mari-díjas magyar színész
- 1974 – Bogdán László magyar politikus, több cikluson át Cserdi polgármestere, cigány polgárjogi aktivista († 2020)
- 1977 – Gaal Gergely magyar politikus
- 1979 – Christian Malcolm angol atléta
- 1979 – Zámbori Soma magyar színész
- 1981 – Both Miklós magyar zenész, népdalgyűjtő
- 1982 – Jelena Iszinbajeva orosz rúdugrónő
- 1983 – Armando Costa angolai kosárlabdázó
- 1986 – Gil Stovall amerikai úszó
- 1986 – Micah Kogo kenyai atléta
- 1986 – Rafael Nadal spanyol teniszező
- 1986 – Tomáš Verner cseh műkorcsolyázó
- 1993 – Andrea Santarelli olasz párbajtőrvívó

## Halálozások
- 1657 – William Harvey angol orvos, sebész, anatómiatanár (* 1578)
- 1795 – Kármán József magyar író, ügyvéd (* 1769)
- 1822 – René Just Haüy francia mineralógus (* 1743)
- 1875 – Georges Bizet francia zeneszerző (* 1838)
- 1877 – Ludwig von Köchel osztrák jogász, zenetörténész és természettudós, a Köchel-jegyzék megalkotója (* 1800)
- 1891 – Patrubány Gergely magyar orvos, egyetemi magántanár, Budapest első tisztifőorvosa (* 1830)
- 1899 – Ifj. Johann Strauss osztrák zeneszerző, karmester, id. Johann Strauss fia, (a „keringőkirály”), (* 1825)
- 1908 – Robert Gillespie Reid skót vasúti vállalkozó (* 1842)
- 1924 – Franz Kafka csehországi német író (* 1883)
- 1938 – Baross László mezőgazdász, búzanemesítő (* 1865)
- 1944 – Erdélyi Ágnes magyar költő, író, Radnóti Miklós féltestvére (* 1914)
- 1944 – Vadász Endre magyar festőművész, grafikus (* 1901)
- 1946 – Mihail Ivanovics Kalinyin orosz bolsevik forradalmár, szovjet politikus, az SZKP PB tagja, államfő (* 1875)
- 1958 – Erwin Bauer német autóversenyző (* 1912)
- 1963 – Szent XXIII. János pápa (Angelo Giuseppe Roncalli), a II. vatikáni zsinat összehívója (* 1881)
- 1963 – Nâzım Hikmet török költő, drámaíró, regényíró, akit világszerte a 20. század egyik legnagyobb költőjéként tartanak számon (* 1902)
- 1964 – Frans Eemil Sillanpää Nobel-díjas finn író  (* 1888)
- 1975 – Szató Eiszaku Nobel-békedíjas japán politikus, pénzügyminiszter, 1964. november 9-e és 1972. július 7-e között Japán leghosszabb ideig kormányon lévő miniszterelnöke, később a Nemzetközi Karate Szervezet elnöke (* 1901)
- 1977 – Archibald Hill Nobel-díjas brit fiziológus, biofizikus (* 1886)
- 1977 – Roberto Rossellini olasz filmrendező, a neorealizmus egyik leghíresebb alkotója (* 1906)
- 1989 – Ruholláh Homeini ajatollah, iráni főpap, politikus (* 1902)
- 1991 – Anna Margit magyar festőművésznő (* 1913)
- 1992 – Robert Morley angol színész, filmszínész (* 1908)
- 2001 – Anthony Quinn (er. Antonio Rodolfo Oaxaca Quinn) mexikói származású amerikai színész (* 1915)
- 2006 – Doug Serrurier (Louis Douglas Serrurier) dél-afrikai autóversenyző (* 1920)
- 2007 – Darvas Iván kétszeres Kossuth-díjas magyar színművész (* 1925)
- 2008 – Halda Alíz tanárnő, ellenzéki személyiség, Gimes Miklós élettársa, SZDSZ-politikus (* 1928)
- 2009 – David Carradine amerikai színész, Keith Carradine bátyja (* 1936)
- 2016 – Muhammad Ali olimpiai (1960) és háromszoros világbajnok (WBC, 1964, 1974, 1978) ökölvívó (* 1942)
- 2019 – Térey János József Attila-díjas magyar író, költő, műfordító, drámaíró (* 1970)
- 2020 – Kausz István olimpiai bajnok magyar vívó (* 1932)
- 2021 – Dornbach Alajos magyar ügyvéd, politikus, az Országgyűlés alelnöke (* 1936)

## Nemzeti ünnepek, emléknapok, világnapok
- Uganda: a mártírok napja
- Szent Sanz Péter fucsieni apostoli vikárius emléknapja a magyar katolikus egyházban
- A kerékpár világnapja